# 卡爾·海因
卡爾·雅各布·軒恩（2002年4月13日—）是一名愛沙尼亞足球運動員，司職守門員，現時効力英超球隊阿仙奴。

## 生涯統計

### 國家隊
最後更新：2022年6月9日
| 國家隊   | 年份 | 出場 | 入球 |
| -------- | ---- | ---- | ---- |
| 愛沙尼亞 | 2020 | 6    | 0    |
| 愛沙尼亞 | 2021 | 6    | 0    |
| 愛沙尼亞 | 2022 | 2    | 0    |
| 合計     | 合計 | 14   | 0    |

## 榮譽
愛沙尼亞國家隊
- 波羅的海盃冠軍 : 2020[2]

### 個人
- 愛沙尼亞最佳年輕球員: 2020, 2021

## 外部連結
- 卡爾·海因－UEFA國際賽競賽紀錄
- Soccerway資料庫：卡爾·海因